# Ferdi Lancee
Ferdi Lancee (Tilburg, 21 oktober 1953) is een Nederlandse muzikant, en voorheen de gitarist en zanger van Gare du Nord en gitarist van VOF de Kunst. Hij is vooral bekend van zijn solohit Als ze lacht (Dan lacht ze echt) uit 1982 en als componist van Suzanne van VOF de Kunst uit 1983.

## Loopbaan
Lancee zette zijn eerste stappen in de muziekwereld bij de Tilburgse band Lotusland. Hierna ging hij over naar 'Dummy' en maakte hij deel uit van 'Xandra', de band rondom Sandra Reemer.
In 1972 verscheen zijn eerste single Joy in the sky. Rond 1980 richtte hij de band Lancee op, die niet veel commercieel succes had. Wel ontving de band in 1980 voor het album Models een Edison. In 1982 scoorde Lancee een solohit met Als ze lacht (Dan lacht ze echt).
In 1983 schreef hij Suzanne voor VOF de Kunst. Dit nummer werd direct een groot succes in Nederland. Het lied werd meermaals gecoverd, onder andere door Ricky Martin, Adriano Celentano en Francesco Gabbani.
In 2001 richtte Lancee samen met Barend Fransen Gare du Nord op. Het album Sex 'n Jazz, verschenen in 2007, werd het best verkochte Nederlandse jazzalbum ooit. In 2013 zegt Lancee vanwege gezondheidsredenen de actieve showbusiness vaarwel.
In 2015 ging Lancee, samen met Nol Havens, toch weer op tournee in Nederland. In maart 2017 kwamen er twee albums van Lancee uit. Eén album met Havens, Suzanne Voorbij, en een album samen met Elkie Deadman als duo Lancee & Deadman, geïnspireerd op teksten van William Shakespeare.
Op Lancee's 64e verjaardag, 21 oktober 2017, is zijn soloalbum "64" uitgekomen.

## Discografie
Als hoofdartiest:
- 1972 - Ferdi Lancee - Joy In The Sky [7"] (Philips)
- 1973 - Ferdy Lancée - Un Sentiment D'Amour [7"] (Barclay)
- 1976 - Ferdy Lancee - Maggie's Gone [7"] (Jungle)
- 1976 - Ferdy Lancee - Rock & Roll Heart [7"] (RCA)
- 1977 - Ferdi Lancee - Ferdy (Jungle)
- 1978 - Ferdy Lancee - We Can Work It Out [7"] (Poker)
- 1980 - Lancee - Models (CBS)
- 1981 - Lancee - Fire Burning [7"] (CBS)
- 1981 - Lancee - The Bridge (CBS)
- 1982 - Ferdi Lancee - Als Ze Lacht Dan Lacht Ze Echt [7"] (CBS)
- 1983 - Ferdi Lancee - Ik Hou Van Jou [7"] (CBS)
- 1983 - VOF De Kunst - Suzanne [7"] (CBS)
- 1983 - VOF De Kunst - Maandagmorgen 6:30 (CBS)
- 1983 - The Art Company - Susanna [7"] (CBS)
- 1984 - VOF De Kunst - Als Ze Lacht (Dan Lacht Ze Echt) [7"] (CBS)
- 1984 - The Art Company - Get It Out Of Your Head (CBS)
- 1984 - VOF De Kunst - Een jaar later... (CBS)
- 1984 - VOF De Kunst - 7 Dagen In Bed [7"] (CBS)
- 1985 - The Art Company - Oops (EMI)
- 1985 - The Art Company - This Is Your Life [7"] (EMI)
- 1985 - Ferdi Lancée - Politicians (EMI / Project X)
- 2001 - Gare du Nord - In Search Of Excellounge (PIAS)
- 2002 - Gare du Nord - Kind Of Cool (PIAS)
- 2005 - Gare du Nord - Club Gare Du Nord (PIAS)
- 2007 - Gare du Nord - Sex 'N' Jazz (PIAS)
- 2007 - Gare du Nord - Jazz in the City (Blue Note)
- 2009 - Gare du Nord - Love for Lunch (Blue Note)
- 2011 - Gare du Nord - Lilywhite Soul (Blue Note)
- 2012 - Gare du Nord - Rendezvous 8:02 (Blue Note)
- 2012 - Gare du Nord - Lifesexy Live In Holland (EMI)
- 2017 - Lancee & Deadman - Shakesperience (Project X)
- 2017 - Ferdi Lancee & Nol Havens - Suzanne Voorbij (Project X)
- 2017 - Ferdi Lancee - 64 (Doc's Roots Records)